# 8. Międzynarodowy Festiwal Filmowy w Wenecji (1947)

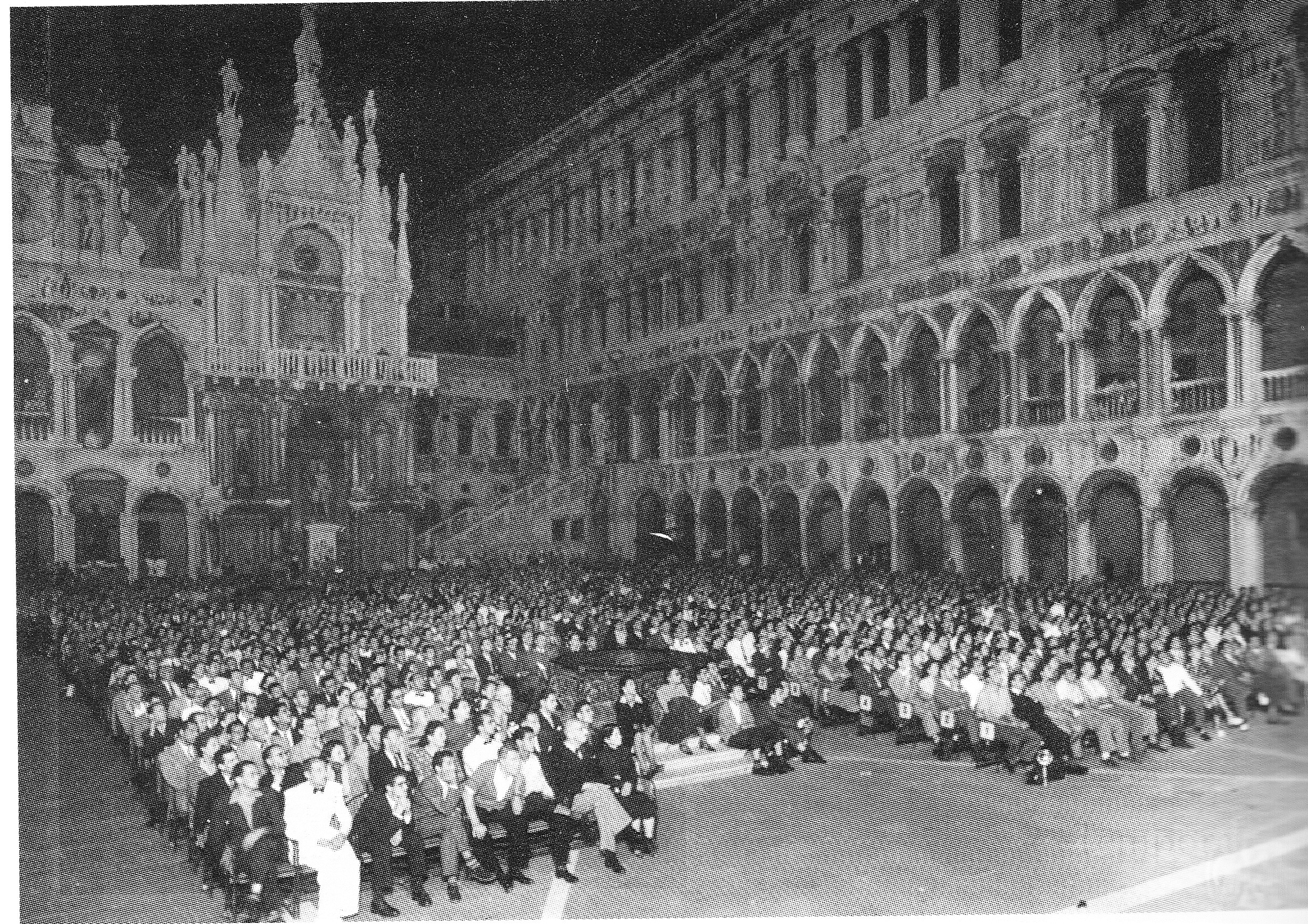
Projekcja jednego z filmów na 8. MFF w Wenecji (1947)

8. Międzynarodowy Festiwal Filmowy w Wenecji odbył się w dniach 23 sierpnia – 15 września 1947.
Jury pod przewodnictwem włoskiego scenarzysty Vinicio Marinucciego przyznało nagrodę główną festiwalu, Wenecką Międzynarodową Nagrodę Główną, czechosłowackiemu filmowi Syrena w reżyserii Karela Steklý.

## Członkowie jury

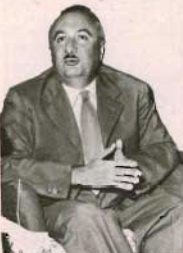
Przewodniczący jury konkursu głównego Vinicio Marinucci

### Konkurs główny
- Vinicio Marinucci, włoski scenarzysta − przewodniczący jury[2]
- Carlo Benda, włoski kierownik produkcji
- Antonín Brousil, czeski krytyk filmowy
- Jeanne Contini, amerykańska dziennikarka
- Jacques Ibert, francuski kompozytor
- Dmitrij Jeriomin, rosyjski pisarz
- William Karol, meksykański dystrybutor filmowy
- Fabrizio Malipiero, włoski przedsiębiorca
- Hugo Mauerhofer, szwajcarski teoretyk kina
- Cirly Ray, brytyjska dziennikarka